# Leichtathletik-Weltmeisterschaften 2011/Teilnehmer (Haiti)
| Gelbes Symbol für Goldmedaillen mit stilisierten Olympischen Ringen | Graues Symbol für Silbermedaillen mit stilisierten Olympischen Ringen | Braundes Symbol für Bronzemedaillen mit stilisierten Olympischen Ringen |
| ------------------------------------------------------------------- | --------------------------------------------------------------------- | ----------------------------------------------------------------------- |
| —                                                                   | —                                                                     | —                                                                       |

Der haitianische Leichtathletik-Verband stellte bei den Leichtathletik-Weltmeisterschaften 2011 im koreanischen Daegu drei Teilnehmer.

## Ergebnisse

### Männer

#### Laufdisziplinen
| Athlet        | Disziplin | Vorlauf     | Vorlauf | Halbfinale    | Halbfinale    | Finale        | Finale        |
| Athlet        | Disziplin | Zeit        | Platz   | Zeit          | Platz         | Zeit          | Platz         |
| ------------- | --------- | ----------- | ------- | ------------- | ------------- | ------------- | ------------- |
| Roudy Monrose | 200 m     | 22,18 s     | 51      | ausgeschieden | ausgeschieden | ausgeschieden | ausgeschieden |
| Moise Joseph  | 800 m     | 1:48,17 min | 28      | ausgeschieden | ausgeschieden | ausgeschieden | ausgeschieden |

#### Sprung/Wurf
| Athlet      | Disziplin  | Qualifikation | Qualifikation | Finale        | Finale        |
| Athlet      | Disziplin  | Weite/Höhe    | Platz         | Weite/Höhe    | Platz         |
| ----------- | ---------- | ------------- | ------------- | ------------- | ------------- |
| Samyr Lainé | Dreisprung | 16,38 m       | 19            | ausgeschieden | ausgeschieden |